# مشكلة معقدة
تعتبر المشكلة المعقدة في مجالات التخطيط والسياسة مشكلة يصعب أو يستحيل حلها بسبب المتطلبات الناقصة، أو المتناقضة، أو المتغيرة التي يصعب التعرف عليها غالبًا. تُشير تسمية المشكلة المعقدة إلى فكرة أو مشكلة لا يمكن حلها، إذ لا يوجد حل واحد للمشكلة؛ وتُشير تسمية «معقّدة» إلى رفض المشكلة للحلّ. ولها تعريف آخر على أنها «مشكلة يعني تعقيدها الاجتماعي أنه ليس لها نقطة نهاية ممكن تحديدها». بالإضافة إلى ذلك، بسبب الترابطات المعقدة، فإن الجهد المبذول لحل أحد جوانب المشكلة المعقدة قد يكشف عن وجود مشاكل أخرى أو يتسبب بحدوثها.
استُخدمت العبارة أول مرة في ميدان الهندسة الاجتماعية. وقدّم معناها المعاصر في العام 1967 تشارلز ويست تشيرشمان في مقالة افتتاحية حررها بصفته ضيفًا في دورية ماناجمينت ساينس، ردًا على هورست ريتل الذي استخدمها بشكل مغايرٍ سابقًا. وناقش تشيرشمان المسؤولية الأخلاقية لبحوث العمليات «بإخبار المدير عن الأوجه التي فشلت بها «حلولنا» في حلّ مشاكله المعقدة». عرّف ريتل وميلفين فيبير مفهوم المشكلات المعقدة بشكل رسمي في رسالة بحثية نشرت في العام 1973، وقارنا بين المشكلات «المعقدة» والمشكلات «الأسهل» نسبيًا والقابلة للحلّ في الرياضيات، أو الشطرنج، أو حل الأحاجي.

## خصائصها
ذكر تعريف ريتل وفيبر في العام 1973 عشر خصائص للمشكلات المعقدة ضمن تخطيط السياسة الاجتماعية:
1. لا توجد صيغة محددة للمشكلة المعقدة.
2. ليس للمشاكل المعقدة زمن توقف.
3. لا تنحكم حلول المشاكل المعقدة للمنطق البولياني، إنما هي أفضل أو أسوأ.
4. لا يوجد اختبار فوري أو حقيقي لحل المشكلة المعقدة.
5. كل حل للمشكلة المعقدة هو عبارة عن «عملية لمرة واحدة»، وذلك لانتفاء فرصة التعلم عن طريق التجربة والخطأ، فتحظى كل محاولة بأهمية كبرى.
6. لا تضمّ المشاكل المعقدة مجموعةً من الحلول المحتملة (أو التي يمكن وصفها على سبيل الحصر)، كما لا توجد مجموعة موصوفة بشكل واضح من العمليات المقبولة والتي يمكن دمجها في الخطة.
7. تُعتبر كل مشكلة معقدة فريدةً من نوعها.
8. يمكن اعتبار كل مشكلة مقعدةً على أنها من لوازم مشكلة أخرى.
9. يمكن تفسير التناقض الذي يمثل مشكلة معقدة بطرق متعددة. ويحدد التفسير المختار طبيعة حل المشكلة.
10. لا يجوز للمخطط الاجتماعي أن يقع في الخطأ (أي أن المخططين مسؤولون عن عواقب الإجراءات التي يتسبّبون بها).

بعد ذلك، عمّم كونكلين مفهوم تعقيد المشاكل في مجالات أخرى غير التخطيط والسياسة؛ وفيما يلي السِمات المميزة لتعريف كونكلين:
1. لا يتحقق فهم المشكلة إلا بعد صياغة الحل.
2. ليس للمشاكل المعقدة زمن توقف.
3. لا تتّسم حلول المشاكل المعقدة بالصحة أو الخطأ.
4. كل مشكلة معقدة هي في الأساس مشكلة جديدة وفريدة من نوعها.
5. كل حل للمشكلة المعقدة هو «عملية لمرة واحدة».
6. المشاكل المعقدة ليس لها حلول بديلة.

## أمثلة
تضمّ الأمثلة التقليدية عن المشاكل المعقدة قضايا اقتصادية، وبيئية، وسياسية. ومن المحتمل أنّ المشكلة التي يستلزم حلها تغيير عقلية وسلوكيات عدد كبير من الأشخاص، هي مشكلة معقدة. لهذا السبب، تُضرَب العديد من الأمثلة القياسية للمشاكل الخبيثة من مجالات التخطيط العام والسياسة. وتشمل هذه الاحتباس الحراري، والأخطار الطبيعية، والرعاية الصحية، ومرض الإيدز، وجائحة الإنفلونزا، وتهريب المخدرات دوليًا، والأسلحة النووية، والتشرد، وغياب العدالة الاجتماعية.
خلال السنوات الأخيرة، شُخّصت مشاكل في عدة مجالات بوصفها تُظهر عناصرَ المشكلة المعقدة؛ تتراوح الأمثلة من أوجه صنع قرار التصميم، وإدارة المعرفة، إلى الإدارة الاستراتيجية، والمخلفات الفضائية.

## مقالات ذات صلة
- ملفين إم ويبر